# Melissa Bulanhagui
Melissa Carmen Bulanhagui, även känd som Jada Kai och född 16 augusti 1990 i Philadelphia, är en amerikansk före detta konståkare. Hon representerade USA mellan 2005 och 2010, varefter hon tävlade för föräldrarnas hemland Filippinerna. Bland hennes resultat märks brons vid 2006 års amerikanska juniormästerskap och guld i filippinska mästerskapen både 2012 och 2013.
Efter sin mest aktiva period inom konståkningen bytte hon fokus. Sedan hon 2017 börjat arbeta som webbkameramodell, övergick hon två år senare till en karriär som porrskådespelare under artistnamnet Jada Kai.

## Biografi
Bulanhagui är född i Philadelphia av föräldrar födda i Filippinerna. Hennes far var den första i släkten som flyttade till USA (först till Burbank i Kalifornien), varefter Bulanhaguis mor följde efter en tid senare. De två var då redan ett par.
Under ungdomen studerade hon på Newark High School i Newark i norra Delaware, där hon tog studentexamen 2008. Därefter inledde hon studier vid University of Delaware, inriktat på en möjlig yrkeskarriär som fysioterapeut.

### Konståkning
Bulanhagui vann 2006 brons vid de nationella amerikanska juniormästerskapen i konståkning. Hon gjorde följande år sin debut i ISU Junior Grand Prix och vann två medaljer vid olika Junior Grand Prix-tävlingar (inklusive silver 2006 vid tävlingen i Rumänien). Hon kvalificerade sig även till finaltävlingarna, där hon slutade på fjärde plats.
2007 stukade hon sin högra vrist vid två olika tillfällen, och hon skadade ett ligament under inövandet av en trippel Lutz. Under säsongen 2008/2009 vann hon guld under Grand Prix-tävling på seniornivå i Italien, medan hon placerade sig som nia vid tävlingen i Homel. Vid säsongens amerikanska seniormästerskap kom hon på åttonde plats, medan hon året efter kom på tolfte plats vid samma mästerskap. På klubbnivå representerade hon då konståkningsklubben vid University of Delaware.
I september 2010 vann Bulanhagui sin första internationella tävlingsmedalj på seniornivå. Detta skedde när hon som representant för USA tog brons vid Nebelhorn Trophy i Tyskland, där finskan Kiira Korpi segrade och Viktoria Helgesson från Sverige kom på andra plats. Samma månad ett år senare meddelade Bulanhagui att hon istället skulle börja tävla för Filippinerna. Via föräldrarna hade hon redan filippinskt pass, och hon fick assistans vad gäller pappersarbetet av Oksana Bajul, 1994 års OS-guldmedaljör. Tidigare under säsongen hade hon även anmält sig som tillgänglig för träningsuppdrag på klubbnivå i Delaware.
Två månader senare tävlande hon vid Filippinernas nationella mästerskap. Hon planerade även att delta i internationella asiatiska tävlingar under tävlingssäsongen 2012/2013. Vid 2013 års Four Continents Figure Skating Championships, arrangerade i februari 2013 i japanska Osaka, placerade hon sig på sjuttonde plats. I augusti samma år tog hon brons i tävlingen Asian Open Figure Skating Trophy.
Åren 2012 och 2013 vann hon guld vid de nationella filippinska mästerskapen i konståkning. Detta till trots valde det nationella konståkningsförbundet att sända juniormästarinnan till de internationella OS-uttagningarna som skedde under årets Nebelhorn Trophy. Bättre placeringar vid internationella tävlingar sades vara förbundets motivering till beslutet.
2015 placerade sig Bulanhagui på femtonde plats vid Four Continents-tävlingarna i sydkoreanska Seoul. Därefter arbetade hon ett tag som konståkningstränare i Thailand och USA (Colorado). Bulanhagui har under konståkningskarriären även varit associerad med klubben Skate Wilmington. Hon har också prövat på flera andra yrken, med blandat resultat.

### Pornografi
Runt 2017 följde hon upp ett tips från sin manliga bekant Jackie Knight, med att pröva på ett arbete som webbkameramodell. Hon erkände att hon då hade börjat få problem med sitt alkoholintag och behövde en nystart i livet. Tillsammans flyttade de till Kalifornien (från hennes dåvarande bostadsort i Colorado), där båda två började arbeta med webbkameramodellande.
2019 tog Bulanhagui ytterligare ett steg och började delta i inspelningar av pornografiska filmer, då under artistnamnet Jada Kai. Fram till hösten 2023 har hon medverkat i ett sjuttiotal pornografiska inspelningar, för bolag som Brazzers, Bellesa, Team Skeet, Twistys och Trueamateurs. En stor del av inspelningarna är gjorda tillsammans med Jackie Knight. En tid hade hon kontrakt med skådespelaragenten Mark Spiegler.
Under sin pornografiska karriär har hon fram till 2024 blivit nominerad till flera större branschutmärkelser. Det inkluderar till 2021 års AVN Fan Award för Hottest Newcomer och inför motsvarande prisgala 2023 med nomineringar till Best Actress – Featurette och Best Foursome/Orgy Sex Scene. 2024 nominerades hon till Fan Award som Favorite Porn Star Creator.
Hon verkar som erotisk entreprenör på ett antal olika videoplattformar, inklusive med ett officiellt konto på Pornhub där videor med henne fram till mars 2024 visats 156 miljoner gånger.

## Privatliv
Bulanhagui talar och förstår tagalog, även om hon inte talar språket flytande. Från 2012 var hon gift med Nicholas Baroco, som under en tid ingick i USA:s stridande trupp i Afghanistan.